# Peñalolén
Peñalolén este un oraș și comună din provincia Santiago, regiunea Metropolitană Santiago, Chile, cu o populație de 216.060 locuitori (2012) și o suprafață de 54,2 km2.